# Ácido mirístico
El ácido mirístico o ácido tetradecanoico es un ácido graso saturado con la fórmula química C14H28O2.
Un miristato es la sal o éster del ácido mirístico.
Recibió su nombre por la nuez moscada (Myristica fragrans); y su manteca tiene un 75 % de trimiristina, un triglicérido compuesto por tres moléculas de ácido mirístico. Además de la nuez moscada, este ácido se encuentra en el aceite de palma, el aceite de coco, la manteca de cerdo, la grasa butírica, entre el 8 % y el 14 % de la leche bovina y el 8,6 % de la leche materna, además de ser un componente menor de muchas otras grasas animales. Se encuentra en el espermaceti, la fracción cristalizada del aceite del cachalote y en fracciones cristalizadas de grasa de ballena. También se encuentra en los rizomas de las plantas del género iris, incluyendo la raíz de orris.